# William O. Baker
William Oliver Baker (15 juillet 1915 – 31 octobre 2005) est président des Bell Labs de 1973 à 1979 et conseiller sur les questions scientifiques auprès de cinq présidents des États-Unis.

## Biographie
Il est né le 15 juillet 1915 à Chestertown, Maryland.
Il obtient son diplôme du Washington College et puis un doctorat de l'Université de Princeton, sous la direction de Charles Phelps Smyth (en). Il effectue ensuite des recherches pour les Bell Labs qui contribuent à la création du Caoutchouc synthétique. Il dirige les Bell Labs de 1973 à 1979. Avant d'être nommé président, il est vice-président de la recherche des Bell Labs depuis 1955. Baker a vécu dans la section de New Vernon du canton de Harding et résidait à Morristown, dans le New Jersey.
Il est décédé d'une insuffisance cardiaque le 31 octobre 2005 à Chatham, New Jersey.